# یونگهولتس
یونگهولتس (به آلمانی: Jungholz) یک منطقهٔ مسکونی در اتریش است که در ناحیه رویت واقع شده‌است. یونگهولتس ۷ کیلومتر مربع مساحت دارد ۱٬۰۵۴ متر بالاتر از سطح دریا واقع شده‌است.